# Fluorapofil·lita-(K)
La fluorapofil·lita-(K) és un mineral de la classe dels silicats. Rep el nom per la seva relació amb l'apofil·lita. L'any 2013 el nom va ser revisat i va canviar d'apofil·lita-(KF) a l'actual.

## Característiques
La fluorapofil·lita-(K) és un silicat de fórmula química KCa₄(Si₈O₂₀)F(H₂O)₈. Va ser aprovada com a espècie vàlida per l'Associació Mineralògica Internacional l'any 1976. Cristal·litza en el sistema tetragonal. La seva duresa a l'escala de Mohs es troba entre 4,5 i 5.
Segons la classificació de Nickel-Strunz, la fluorapofil·lita-(K) pertany a «09.EA: Fil·losilicats, amb xarxes senzilles de tetraedres amb 4-, 5-, (6-), i 8-enllaços» juntament amb els següents minerals: cuprorivaïta, gil·lespita, effenbergerita, wesselsita, ekanita, apofil·lita-(KOH), apofil·lita-(NaF), magadiïta, dalyita, davanita, sazhinita-(Ce), sazhinita-(La), okenita, nekoïta, cavansita, pentagonita, penkvilksita, tumchaïta, nabesita, ajoïta, zeravshanita, bussyita-(Ce) i plumbofil·lita.

## Formació i jaciments
Es tracta d'un mineral secundari que es troba en cavitats en basalts, en cavitats en granit, en tactites i alguns filons hidrotèrmics. Tot i tractar-se d'una espècie no gaire habitual ha estat descrita en tots els continents del planeta a excepció de l'Antàrtida.